# Nicolae Craciun
Nicolae Craciun (14 de junio de 1994) es un deportista italiano, de origen moldavo, que compite en piragüismo en la modalidad de aguas tranquilas.
Ganó cuatro medallas en el Campeonato Mundial de Piragüismo entre los años 2017 y 2023, y dos medallas en el Campeonato Europeo de Piragüismo, en los años 2017 y 2022.
En los Juegos Europeos de Minsk 2019 obtuvo una medalla de plata en la prueba de C1 200 m.

## Palmarés internacional
| Campeonato Mundial | Campeonato Mundial          | Campeonato Mundial | Campeonato Mundial |
| Año                | Lugar                       | Medalla            | Competición        |
| ------------------ | --------------------------- | ------------------ | ------------------ |
| 2017               | Račice (República Checa)    | Medalla de bronce  | C2 500 m           |
| 2018               | Montemor-o-Velho (Portugal) | Medalla de bronce  | C4 500 m           |
| 2021               | Copenhague (Dinamarca)      | Medalla de oro     | C2 500 m           |
| 2023               | Duisburgo (Alemania)        | Medalla de oro     | C2 1000 m          |
| Juegos Europeos    |                             |                    |                    |
| Año                | Lugar                       | Medalla            | Competición        |
| 2019               | Minsk (Bielorrusia)         | Medalla de plata   | C1 200 m           |
| Campeonato Europeo |                             |                    |                    |
| Año                | Lugar                       | Medalla            | Competición        |
| 2017               | Plovdiv (Bulgaria)          | Medalla de bronce  | C2 1000 m          |
| 2022               | Múnich (Alemania)           | Medalla de plata   | C2 1000 m          |